# Đa Minh Bùi Văn Úy
Đa Minh Bùi Văn Úy là một thầy giảng tử vì đạo dưới triều vua Minh Mạng, được Giáo hội Công giáo Rôma phong Hiển Thánh vào năm 1988.
Ông sinh năm 1812 tại họ Tiền Môn, làng Kẻ Rèm, tỉnh Thái Bình (nay thuộc xã Hồng Giang, huyện Đông Hưng, Giáo phận Thái Bình), theo giúp việc cho linh mục Phêrô Nguyễn Văn Tự từ nhỏ. Ngày 29 tháng 6 năm 1838, khi quân lính bao vây làng Kẻ Mốt và bắt linh mục Tự, họ buộc toàn dân phải ra đình làng điểm danh, rồi bước qua Thánh Giá. Vì ông cương quyết không chịu đạp lên Thánh Giá nên bị bắt và áp giải chung với linh mục Tự, ông trùm Giuse Hoàng Lương Cảnh và thầy Phanxicô Xaviê Hà Trọng Mậu lên trại giam Bắc Ninh. Muốn cho ông nhẹ tội, linh mục Tự định khai ông chỉ là người nấu ăn nhưng ông không đồng ý. Khi các quan bắt bước qua thập tự, ông không chịu và còn đặt câu hỏi: "Các quan có dám bước qua mặt vua không mà lại bắt tôi bước qua ảnh Chúa tôi?". Ông bị xử giảo (thắt cổ) ngày 19 tháng 12 năm 1839 tại pháp trường Cổ Mễ, Nam Định, được mai táng trong nhà thờ họ Đông Tiến, Giáo phận Bắc Ninh. Hiện nay, một phần hài cốt được lưu giữ tại Tòa giám mục giáo phận Bắc Ninh.